# کیلووات ساعت

یک کنتور خانگی واقع در کانادا

کیلووات ساعت (با نمادهای kW·h ،kW h یا kWh) یکی از یکاهای تجاری انرژی الکتریکی است. از آنجایی که انرژی حاصلضرب توان در زمان است و از سوی دیگر توان بر حسب وات یا کیلووات و زمان بر حسب ثانیه یا ساعت اندازه‌گیری می‌شود، واحد انرژی به صورت وات‌ساعت یا کیلووات ساعت خواهد بود. یک کیلووات ساعت برابر است با انرژی مصرف‌شدهٔ دستگاهی با توان ۱۰۰۰ وات در مدت یک ساعت.
|                     | ژول           | وات‌ساعت        | الکترون‌ولت   | کالری         |
| ------------------- | ------------- | -------------- | ------------ | ------------- |
| ‎1 J = 1 kg·m2 s−2 = | 1             | 2.77778 × 10−7 | 6.241 × 1018 | 0.239         |
| ‎1 W·h =             | 3600          | 1              | 2.247 × 1022 | 859.8         |
| ‎1 eV =              | 1.602 × 10−19 | 4.45 × 10−23   | 1            | 3.827 × 10−20 |
| ‎1 cal =             | 4.1868        | 1.163 × 10−3   | 2.613 × 1019 | 1             |